# Ungarischer Prachtkäfer
Der Ungarische Prachtkäfer (Anthaxia hungarica) ist ein Käfer aus der Familie der Prachtkäfer (Buprestidae). Mit sieben bis fünfzehn Millimetern Länge ist er die größte mitteleuropäische Art der Gattung Anthaxia.  Männchen und Weibchen sehen unterschiedlich aus.
Die Art ist wie die meisten Prachtkäfer gemäß der Bundesartenschutzverordnung gesetzlich besonders geschützt. Die Art wird in keiner Roten Liste geführt. Bei Brechtel wird sie für Deutschland als „importiert“ geführt.

## Bemerkungen zum Namen und Systematik
Die Erstbeschreibung der Art erfolgte durch Scopoli 1772 unter dem Namen Mordella hungarica.  Der kurzen Diagnose folgt die Bemerkung Circa Schemnitzium capta (lat. bei Schemnitz gefangen). Schemnitz (Selmecbánya) war damals ungarische Bergwerkstadt. Dies erklärt den Artnamen hungārica (lat. in Ungarn, Hungāria, vorkommend), sowie den deutschen Namen.
Anders als sein Name vermuten lässt, ist der Käfer nicht nur in Ungarn, sondern in weiten Teilen Europas, in Nordafrika und in Asien beheimatet.
Die Zuordnung der Art zur Gattung Mordella durch Scopoli wurde bald korrigiert in die Zuordnung zur Gattung Buprestis. Diese Gattung wurde von Eschscholtz 1829 in viele Gattungen zerlegt. Die Gattung Anthaxia gehört zu den Gattungen mit spitz zulaufendem Schildchen.
Der Gattungsname Anthaxia ist von altgr. άνθος ánthos, „Blüte“, und  άξιος áxios, „wert“  abgeleitet und weist auf die meist farbenprächtigen Arten dieser Gattung hin.
Die Gattung Anthaxia ist in Europa  in vier Untergattungen mit über hundert Arten vertreten. Weltweit gibt es über dreizehnhundert Arten.

## Merkmale des Käfers
| Bilder des Ungarischen Prachkäfers | |
|                                    | |
| Bild 1: Männchen                   | Bild 2: Weibchen |
|                                    | |
| Bild 3: Kopf                       | |
|                                    | Bild 6: Brustabschnitt von unten rechte Seite teilweise eingefärbt rot: Vorderhüfte; grün: Prosternal- fortsatz; blau: Mittelbrust; gelb: Hinterbrust; orange: Hinterhüfte |
| Bild 4: Seitenansicht              | |
|                                    | |
| Bild 5: Unterseite                 | Bild 7: Innenseite Metatibia ♂ |

Die Männchen und Weibchen unterscheiden sich in ihrer Färbung und in ihrem Bau (Geschlechtsdimorphismus). Die Männchen (Bild 1) sind einheitlich grün mit meist zwei dunkleren Längsstreifen auf dem Halsschild. Ihre Hinterschenkel sind deutlich verdickt und die Fühlerglieder sind breiter als bei den Weibchen. Bei den Weibchen (Bild 2) sind Kopf, Halsschild und Unterseite messingfarben, rot oder purpurn, die Flügeldecken blau. Die beiden dunklen Längsstreifen auf dem Halsschild sind durch einen grünlich schimmernden Streifen getrennt. Es kommen auch Farbvarianten vor. Außerdem unterscheidet sich der Ort der Einfügung und der Grad der Erweiterung der Fühlerglieder bei Männchen und Weibchen.
Anthaxia hungarica gehört zur Untergattung Cratomerus und wird deswegen auch Cratomerus hungarica genannt. Die Körperform ist gestreckter und zylindrischer als bei Arten der Untergattung Anthaxia (Bild 4). Die Flügeldecken sind an den Schultern am breitesten, dahinter leicht nach innen eingebuchtet, sodass von oben betrachtet die Seiten des Hinterleibes sichtbar werden.
Der Kopf ist bis an den Hinterrand der großen Augen in den Halsschild zurückgezogen. Die Augen bedecken die Seiten des Kopfes beinahe völlig (Bild 4). Die Stirn ist spärlich und ziemlich lang behaart (Pubeszens). Die
elfgliedrigen Fühler sind kräftig, abgeplattet, und die Fühlerglieder nach beiden Seiten erweitert. Die Oberlippe (Labrum) ist zweilappig. Die Oberkiefer (Mandibeln) sind kräftig, gebogen und spitz. Auf der Innenseite besitzen sie einen stumpfen Zahn. Die Kiefertaster sind lang, das Endglied spindelförmig und abgestutzt. Auch das letzte Glied der Lippentaster ist länglich und abgestutzt.
Der Halsschild ist in der Mitte quer gerunzelt, an den Rändern netzförmig ohne zentrales Körnchen in den Maschen. Seine Seiten sind nur schwach gerundet und nach hinten wenig verengt. Der Halsschild ist stärker gewölbt als bei den Arten der Untergattung Anthaxia. Seine Basis ist gerade abgeschnitten. Seine Seiten sind wie die Stirn und die Beine lang, hell und wollig behaart.
Die Flügeldecken sind an der Basis so breit wie der Halsschild, dahinter verschmälern sie sich wenig, wobei sie leicht nach innen ausgebuchtet sind. Im letzten Drittel verschmälern sie sich gleichmäßig stark. Hinten sind sie einzeln abgerundet und gezähnelt. Das Schildchen ist dreieckig.
Die Körperunterseite (Bild 5) zeigt die für die systematische Einteilung wichtigen Merkmale. Die Vorderhüfthöhlen, in denen die Vorderbeine eingelenkt sind, sind nach hinten offen. Die Vorderhüften (Bild 6, rechts rot) sind kugelig und von einem breiten Fortsatz der Vorderbrust (Prosternalfortsatz, Bild 6, rechts grün) getrennt. Dieser Fortsatz verbreitert sich am Ende der Vorderhüfthöhle und läuft dann in eine Spitze aus, die die Mittelbrust überbrückt und diese dadurch scheinbar teilt (Bild 6, rechts blau). Die Hinterhüften liegen breit der Hinterbrust an und sind nach hinten zur teilweisen Aufnahme der Hinterschenkel ausgehöhlt (Schenkeldecken, Bild 6 rechts orange). Die Tarsen sind alle fünfgliedrig, die Krallen ungezähnt.

## Vorkommen und Lebensweise
Die wärmeliebende Art ist fast ausschließlich auf Steppenheide zu finden. Sie kommt in Südeuropa, Osteuropa und dem südlichen Mitteleuropa vor. Außerdem findet man sie in Nordafrika, in Asien ist sie weit verbreitet. In Mitteleuropa findet man die Käfer nur stellenweise und selten bis sehr selten von April bis Juli, hauptsächlich jedoch im Mai und Juni. Die Käfer fliegen dann an den Waldrändern. Die Männchen besuchen häufig gelbe Blüten, die Weibchen seltener.
Die Larven entwickeln sich in zwei bis drei Jahren in dickeren absterbenden Ästen und Stämmchen von Eichen, hauptsächlich von Flaumeichen (Quercus pubescens).